# Jonas Malmsjö
Carl Jonas Love Malmsjö (Estocolmo, 2 de septiembre de 1971), más conocido como Jonas Malmsjö, es un actor sueco.

## Biografía
Es hijo del actor sueco Jan Malmsjö y la actriz sueca Marie Göranzon, tiene cinco medios hermanos: la autora Lolo Amble (por parte de su madre), así como el actor Peter Malmsjö, la actriz Anna Malmsjö, la actriz Magdalena Malmsjö y la fallecida Maria Malmsjö (por parte de su padre).
Sus abuelos paternos son Fritz y Annie Malmsjö, mientras que sus abuelos maternos son el hotelero Bengt y Maria Göranzon.
En 1997 salió con la actriz noruega Maria Bonnevie, pero la relación terminó en 1998.
En 2000 se casó con la actriz sueca Regina Lund, sin embargo el matrimonio terminó en 2002.
Jonas tiene dos hijos Love Malmsjö y Lisa Malmsjö.

## Carrera
En 1994 dobló la versión sueca de la película animada Pulgarcita también conocida como "Thumbelina".
En el 2001 dobló la versión sueca de la película animada Shrek.
En 2010 se unió al elenco principal de la serie Morden i Sandhamn donde dio vida al médico Henrik Linde, hasta el 2014 después de que su personaje se fuera luego de divorciarse de la abogada Nora Linde (Alexandra Rapaport).
En 2011 apareció como invitado en un episodio de la serie Anno 1790 donde interpretó al corrupto pastor Verelius.
En el 2012 se unió al elenco recurrente de la serie sueca Äkta människor (en inglés: "Real Humans") donde dio vida a Luther.
En 2015 se unió al elenco recurrente de la serie The Last Kingdom donde interpretó al feroz vikingo Skorpa.
En el 2016 se unió al elenco principal de la serie de comedia Vårdgården donde interpreta al enfermero Erik Leijon.

## Filmografía

### Series de televisión
| Año             | Título                     | Personaje        | Notas                           |
| --------------- | -------------------------- | ---------------- | ------------------------------- |
| 2016 - presente | Vårdgården                 | Erik Leijon      | 8 episodios                     |
| 2015            | The Last Kingdom           | Skorpa           | 2 episodios                     |
| 2010 - 2014     | Morden i Sandhamn          | Dr. Henrik Linde | 9 episodios                     |
| 2013            | Allt faller                | Kent             | 6 episodios                     |
| 2012            | Äkta människor             | Luther           | 6 episodios                     |
| 2011            | Anno 1790                  | Pastor Verelius  | episodio "Syndens lön är döden" |
| 2010            | Kommissarie Winter         | -                | 2 episodios                     |
| 2009            | Livet i Fagervik           | Bosse Göransson  | episodio # 2.7                  |
| 2009            | Der Kommissar und das Meer | Erik Mattson     | episodio "Der sterbende Dandy"  |
| 2007 - 2008     | Labyrint                   | Fredrik          | 12 episodios                    |
| 2007            | Labyrint mobisodes         | Fredrik          | 3 episodios                     |
| 1997            | Rummel & Rabalder          | Rummel           | -                               |

### Películas
| Año  | Título             | Personaje | Notas |
| ---- | ------------------ | --------- | --- |
| 2017 | Operation Ragnarök | Nils      | junto a Hafþór Júlíus Björnsson, Malin Arvidsson, Bahar Pars, Björn Bengtsson, Peter Eggers, Viktor Åkerblom y Rafael Edholm |

### Escritor
| Año  | Título           | Notas                              |
| ---- | ---------------- | ---------------------------------- |
| 1996 | Ellinors bröllop | adaptador del diálogo (coescritor) |

### Teatro
| Año         | Obra                      | Personaje     | Director (a)    | Teatro                 | Notas                                                               |
| ----------- | ------------------------- | ------------- | --------------- | ---------------------- | ------------------------------------------------------------------- |
| 2006        | Lång dags färd mot natt   | -             | -               | -                      | -                                                                   |
| 2002 - 2004 | Leka med elden            | Knut          | Staffan V. Holm | Royal Dramatic Theatre | junto a Mikael Persbrandt, Anna Björk y Nina Fex                    |
| 2002 - 2003 | Ghost                     | Osvald Alving | Ingmar Bergman  | Royal Dramatic Theatre | junto a Örjan Ramberg, Jan Malmsjö, Pernilla August y Angela Kovács |
| 2000 - 2003 | The Ghost Sonata          | Estudiante    | Ingmar Bergman  | Swedish Radio Theatre  | junto a Elin Klinga                                                 |
| 2000        | Spöksonaten               | Estudiante    | -               | Royal Dramatic Theater | -                                                                   |
| 2000        | A Midsummer Night's Dream | Lysander      | Johan Caird     | Royal Dramatic Theater | junto a Maria Bonnevie, Erik Ehn y Anna Björk                       |
| 1998        | Celestina                 | Parmeno       | Robert Lepage   | Royal Dramatic Theatre | junto a Tanja Svedjeström                                           |
| 1993        | Death of a Salesman       | -             | Arthur Miller   | Royal Dramatic Theatre | -                                                                   |